# Noonday Dream
Noonday Dream to trzeci album studyjny brytyjskiego muzyka Bena Howarda, wydany 1 czerwca 2018 roku.

## Lista Utworów
| L.p. | Tytuł                                    | Czas Trwania |
| ---- | ---------------------------------------- | ------------ |
| 1.   | Nica Libres at Dusk                      | 6:34         |
| 2.   | Towing The Line                          | 3:55         |
| 3.   | A Boat To An Island On The Wall          | 7:10         |
| 4.   | What the Moon Does                       | 5:21         |
| 5.   | Someone in the Doorway                   | 4:56         |
| 6.   | All Down The Mines (Interlude)           | 0:47         |
| 7.   | The Defeat                               | 5:53         |
| 8.   | A Boat To An Island pt.2 / Agatha's Song | 4:54         |
| 9.   | There's Your Man                         | 4:39         |
| 10.  | Murmurations                             | 6:16         |

Dodatkowe utwory w wersji winylowej
| L.p. | Tytuł          | Czas Trwania |
| ---- | -------------- | ------------ |
| 11.  | Bird On A Wing | 5:10         |
| 12.  | Interlude      | 1:16         |